# Restio inveteratus
Restio inveteratus är en gräsväxtart som beskrevs av Esterh. Restio inveteratus ingår i släktet Restio och familjen Restionaceae. Inga underarter finns listade i Catalogue of Life.